# Джованні Еспіноса
Джованні Еспіноса (ісп. Giovanny Espinoza; нар. 12 квітня 1977, Еквадор) — еквадорський футболіст, що грав на позиції захисника.
Виступав, зокрема, за клуби «Аукас» та «Депортіво Кіто», а також національну збірну Еквадору.

## Клубна кар'єра
У дорослому футболі дебютував 1997 року виступами за команду клубу «Аукас», в якій провів п'ять сезонів, взявши участь у 161 матчі чемпіонату. Більшість часу, проведеного у складі «Аукас», був основним гравцем захисту команди.
Згодом з 2001 по 2012 рік грав у складі команд клубів «Монтеррей», «Аукас», «ЛДУ Кіто», «Вітесс», «Крузейру», «Індепендьєнте дель Вальє», «Барселона» (Гуаякіль), «Бірмінгем Сіті», «Уніон Еспаньйола» та «Індепендьєнте дель Вальє».
2012 року перейшов до клубу «Депортіво Кіто», за який відіграв два сезони. Граючи у складі «Депортіво Кіто» також здебільшого виходив на поле в основному складі команди. Завершив професійну кар'єру футболіста виступами за команду «Депортіво Кіто» у 2014 році.

## Виступи за збірну
2000 року дебютував в офіційних матчах у складі національної збірної Еквадору. Протягом кар'єри у національній команді, яка тривала 13 років, провів у формі головної команди країни 91 матч, забивши 2 голи.
У складі збірної був учасником розіграшу Кубка Америки 2001 року у Колумбії, розіграшу Золотого кубка КОНКАКАФ 2002 року у США, чемпіонату світу 2002 року в Японії і Південній Кореї, розіграшу Кубка Америки 2004 року у Перу, чемпіонату світу 2006 року у Німеччині, розіграшу Кубка Америки 2007 року у Венесуелі.